# Lieve Fransen
Lieve Fransen (Gent, 17 april 1950) is een Belgisch medicus. Ze is senior adviseur bij het European Policy Centre voor gezondheids-, sociaal en migratiebeleid en publiceerde studies over investeren in sociale voorzieningen, energiearmoede en sociale achterstand. Van 2011 tot 2015 was zij directeur sociaal beleid bij het Directoraat werkgelegenheid en sociale zaken van de Europese Commissie, belast met sociaal beleid, armoedebestrijding, pensioenen, gezondheid en sociale bescherming. Daarvoor was zij directeur communicatie en vertegenwoordigingen bij het Directoraat communicatie van de Europese Commissie voor meer dan 500 netwerken in de hele Europese Unie en van 1987 tot 1997 was zij hoofd van de Eenheid voor menselijke ontwikkeling bij het departement ontwikkeling van de Europese Commissie.

## Opleiding
Fransen studeerde voor arts aan de Universiteit Gent en het Tropisch Instituut in Antwerpen. Zij promoveerde aan de Universiteit Antwerpen in sociaal beleid en volksgezondheid.

## Carrière
Fransen begon haar loopbaan als arts in Afrika in de jaren 1970 en 1980 (voornamelijk in Mozambique, Kenia en Rwanda), met een bijzondere belangstelling voor volksgezondheid, besmettelijke ziekten en seksueel overdraagbare infecties. In verschillende Afrikaanse landen ontwikkelde ze nieuwe initiatieven en zorgde ze voor de uitvoering ervan door internationale samenwerking en strategische planning. In 1987 huurde de Europese Commissie Fransen in als adviseur aan het Instituut voor Tropische Geneeskunde Antwerpen om onderzoek te doen naar bloedtransfusie en hiv-seropositieve besmettingen in Oeganda. Dit leidde ertoe dat de Europese Commissie in 1987 Oeganda hielp bij het opzetten van een veilige bloedvoorziening en vervolgens de AIDS Task Force oprichtte, een internationale stichting waarvan Fransen de stichtende uitvoerend directeur was. In 2000, getuigend voor het Britse House of Commons International Development Committee, verwees Jeff O' Malley, de stichtend directeur van de International HIV/AIDS Alliance, naar Fransen als "the EC's HIV/AIDS expert".
In 1993 trad zij in dienst van de Europese Commissie als hoofd van de sector gezondheid, aids en bevolking. Glenys Kinnock, lid van het Europees Parlement, merkte op dat na de benoeming van Fransen in 1987 de uitgaven voor de EG-programma's voor gezondheid, hiv/aids en bevolking "waren gestegen van 1 procent van de EG-hulp in 1986 tot meer dan 8 procent in 1998". Fransen werd belast met de onderhandelingen over gedifferentieerde prijzen voor farmaceutische producten voor ontwikkelingslanden; tegen 2002 zag zij het debat over gedifferentieerde prijzen echter als te moeilijk en te legalistisch worden, en was zij van mening dat er meer moest worden gedaan om de toegang tot geneesmiddelen tegen goedkopere prijzen in ontwikkelingslanden te garanderen. In deze periode was zij ook gastredacteur voor de afdeling beleidsonderzoek van de Wereldbank. In 2001 werd zij hoofd van de eenheid Sociale en menselijke ontwikkeling bij het directoraat-generaal voor Internationale Samenwerking en Ontwikkeling van de EG, belast met sociale bescherming, werkgelegenheid, gezondheid, onderwijs en gender.
Ze was stichtend bestuurslid en vicevoorzitter van het Global Fund to fight AIDS, Tuberculosis and Malaria (GFATM), en vertegenwoordigde van 2000 tot 2007 de Europese Commissie en verschillende EU-lidstaten, waar ze hielp bij het opzetten van een groot publiek-privaat partnerschap en een prestatiegericht fonds, dat in vier jaar tijd ongeveer 7 miljard dollar aan subsidies goedkeurde.
Nadat ze in 2015 de EU verliet ging ze aan de slag als senior adviseur voor het gezondheidstechnologiebedrijf Royal Philips in Nederland en in Afrika. Ze hielp bij het begeleiden van de transformatie van het bedrijf tot het bijdragen aan de duurzameontwikkelingsdoelen (Sustainable Development Goals of SDG's). Ze organiseerde een conferentie tijdens de UNGA in New York om de private sector te begeleiden in het implementeren van de SDG's en hielp bij het opzetten van het SDG-platform in Kenia.
In 2016-2017 coördineerde zij een deskundigengroep onder voorzitterschap van voorzitter Prodi om investeringen in sociale infrastructuur in de EU aan te moedigen. Met het opduiken van het coronavirus in 2020 ijverde om te investeren in productiecapaciteit voor vaccins en andere farmaceutische producten in Afrika en Europa en de mogelijkheid om de weerbaarheid te vergroten door middel van een echt partnerschap. Zij droeg bij aan het debat over democratie en Covid-19. In 2020 was zij medeoprichter van het Platform voor transformative technologies om bij te dragen aan het bereiken van de SDG's en klimaatdoelstellingen (P4TT.org) en werd zij een senior partner in de organisatie.

## Publicaties
Fransen heeft meer dan 100 peer-reviewed publicaties en talrijke beleidsdocumenten voor de Europese Raad en het Europees Parlement geschreven, waaronder:
- Reproductive tract infections : global impact and priorities for women's reproductive health. Plenum Press, New York (1992). ISBN 0-306-44241-8.
- Confronting AIDS : evidence from the developing world : selected background papers for the World Bank policy research report, Confronting AIDS: public priorities in a global epidemic. European Commission, Brussels, Belgium (1998). ISBN 92-828-4991-0.
- The uses of social investment, Oxford (2017). ISBN 978-0-19-250772-3.
- Boosting social infrastructure investment door Lieve Fransen en Edoardo Reviglio. 2017

## Erkenning
Zij ontving de Nationale Orde van de Leeuw van Senegal (1999) voor bijzondere verdiensten in de strijd tegen hiv/aids. In 2001 ontving zij de Jonathan Mann Award voor Gezondheid en Mensenrechten. In 2003 ontving zij een lifetime achievement award in India voor haar werk op het gebied van gezondheid en mensenrechten.